# Bucharský chanát
Bucharský chanát byl sunnitský muslimský stát ve Střední Asii. Zformován byl v 16. století uzbeckou dynastií Šejbanovců, se Samarkandem jako hlavním městem, a ležel na území dnešního Uzbekistánu, Tádžikistánu, Turkmenistánu a Kazachstánu. Zemi roku 1500 dobyl chán Šejbání Muhammed, člen Zlaté hordy s kořeny mezi Volhou a Aralským jezerem, který porazil Temerlánovy nástupce. Největšího územního rozmachu stát dosáhl za vlády Abdulláha II. (1577–1598). Poté se vlády ujala dynastie Aštarchánovců (1598–1737). V roce 1740 Bucharsko dobyl íránský šáh Nádir-šáh, což lze považovat za faktický konec nezávislého státu. Ten lze klást i k roku 1747, kdy moc převzali Manghítovci, uznávající svrchovanost Osmanské říše, či k roku 1785, kdy chanát přejmenoval Ma'súm na bucharský emirát. Dalším možným koncem Bucharska je rok 1868, kdy emír Muzaffaruddín (vládl 1860–1882) vojensky prohrál s Rusy (zejm. porážka u Irdžáru na Syr-Darji 20. května 1866 a u Samarkandu 13. května 1868) a Bucharsko se stalo vazalem Ruské říše. V roce 1920 vládnoucího emíra svrhlo povstání a byla vyhlášena Bucharská lidová sovětská republika.